# 団地妻 昼下りの情事
『団地妻 昼下りの情事』（だんちづま ひるさがりのじょうじ）は、1971年（昭和46年）および2010年（平成22年）に公開された日本の成人映画。
1971年版は「日活ロマンポルノ」の第1作であり、ポルノグラフィにおける「団地妻」という設定類型の祖となった。

## 1971年版
日活ロマンポルノの第1作である。団地に暮らす平凡な主婦が、日々の生活に欲求不満を募らせた挙句に浮気に走ったことで売春組織に引きずり込まれて破滅するまでが描かれる。

### ストーリー（1971年版）
専業主婦・律子は、多忙な夫・良平に相手にされず、悶々とした日々を送っていた。そんな中、隣人の陽子にこけし型のバイブレータをもらい、さらに押し売りの男・畑中にコンドームを売りつけられる。律子はいつしか、良平が仕事へ行くたびにそれらを使った自慰に没頭するようになる。さらに、夫婦の共通の友人・桐村の誘いに乗り、床をともにしてしまう。その際、陽子は2人がホテル街で連れ立って歩く姿を隠し撮りする。陽子はすかさず律子をコールガールのアルバイトに誘う。断る律子に、陽子は写真を突きつけて「断れば桐村との関係を良平にバラす」と脅す。コールガール組織の元締めは畑中で、一連の出来事は律子を引き入れるための罠だった。律子は組織に入らざるを得なくなるが、仕事の中で喜びを感じていく。
良平は、律子の服装が華美になってきたことや、営みの形が変わったことに不審を抱く。そんな中良平は、課長昇進を懸けた大事な商談を担当する。商談相手のマイクを接待するため、旧友・桐村の紹介でコールガールを派遣してもらう。律子が何も知らされずに、その担当に選ばれる。事後、報酬の支払いのためにやって来た良平が律子の秘密を知る。律子に裏切られたと感じ、昇進の道も絶たれたことに絶望した良平は自宅を飛び出す。平穏な生活を失った律子は逆上し、陽子と取っ組み合う。はずみで頭を打った陽子は死ぬ。どうしていいかわからなくなった律子は桐村に会い、激しく抱き合う。2人はあてのない旅に出て、交わったまま自動車で走り、崖下に転落する。自動車は爆発炎上する。

### 製作（1971年版）
日活調布撮影所に最も近い団地である神代団地（東京都調布市・狛江市）が撮影場所に選ばれた。制作費は750万円で、当時の映画作品としては異例の低予算であった。

### 評価（1971年版）
公開時、連日立ち見が出るほど反響を呼び、当時の金額で1億円の興行収入を叩き出した。本作以降「団地妻」を含むタイトルの作品が量産されて事実上シリーズ化された。
主演の白川和子は、ほどなくして「ロマンポルノの女王」と称され、一部メディアでは「白川は日活ロマンポルノの象徴となった」とも言われた。
またそれまで監督として「いまひとつパッとしなかった」とされた西村昭五郎は、本作の成功以降ロマンポルノで才能を見出され、団鬼六原作のSMものなど、84作品のロマンポルノを撮る「日活の顔」として活躍した。

### キャスト（1971年版）
クレジット順は本作タイトルバックに、役名はキネマ旬報映画データベース（KINENOTE）に基づく。
笠井律子 - 白川和子
都内近郊の団地に暮らす平凡な主婦。単調な生活や夫との性生活に不満を覚えている。
笠井良平 - 浜口竜哉
律子の夫。課長昇進をかけて仕事に励んでいる。
東山陽子 - 南条マキ
笠井家の隣室に住む主婦。夫が海外出張しているのをさいわいに趣味と実益を兼ねて人妻の売春を仲介している。
畑中 - 前野霜一郎
性具のセールスマン。裏の顔は売春組織の経営者。
河野和美 - 美田陽子
笠井家の向かいの部屋に住む主婦。売春組織のメンバー。
桐村一郎 - 関戸純方
律子・良平の旧友。プレイボーイで、律子をものにする。畑中の組織と通じている。
若社長 - 高橋明
律子の最初の客。
部長（良平の上司） - 島村謙二（島村謙次）
小池 - 大泉隆二
田代 - 氷室政司（氷室浩二）
笠井の部下。マイクの接待を直接担当した際、律子の正体を知る。
マイク - マイク・ダニーン
良平の商談相手。偶然律子の客となる。
裸の男 - 小泉郁之助
和美の客。

### スタッフ（1971年版）
クレジット順（監督除く）および職掌は本作タイトルバックに、クレジットのない主要スタッフは日活公式サイトに基づく。
- 監督：西村昭五郎
- 企画：武田靖
- 脚本：西田一夫
- 撮影：小柳深志 ※安藤庄平の別名義
- 美術：深民浩
- 録音：長橋正直
- 照明：熊谷秀夫
- 編集：鍋島惇
- 音楽：奥沢一（奥沢散策）
- 助監督：小原宏裕
- 記録：宇野早苗